# Borophaga eminens
Borophaga eminens är en tvåvingeart som beskrevs av Rudolf Beyer 1958. Borophaga eminens ingår i släktet Borophaga och familjen puckelflugor.
Artens utbredningsområde är Myanmar. Inga underarter finns listade i Catalogue of Life.